# Spinningdale
Spinningdale (Schots-Gaelisch: Spainnigeadal) is een dorp op de noordelijke oever van Dornoch Firth in de Schotse lieutenancy Sutherland in het raadsgebied Highland.